# 普罗帕塔
普罗帕塔（義大利語：Propata），是意大利热那亚省的一个市镇。总面积16.8平方公里，人口167人，人口密度9.9人/平方公里（2009年）。ISTAT代码为010045。